# Рысли
Рысли — село в Моршанском районе Тамбовской области России. 
Входит в Алгасовский сельсовет.

## География
Расположено на реке Цна, в 26 км к северу от центра города Моршанск, и в 109 км к северу от центра Тамбова.

## Население
| 2002 | 2010 |
| ---- | ---- |
| 406  | ↘319 |

Согласно результатам переписи 2002 года, в национальной структуре населения русские составляли 99 % от жителей.

## История
До 2010 года село входило в Чернитовский сельсовет в качестве его административного центра.